# Gonomyia tenuistylus
Gonomyia tenuistylus là một loài ruồi trong họ Limoniidae. Chúng phân bố ở miền Australasia.